# Mourad Fellah
Mourad Fellah alias Selos est un footballeur marocain né le 8 juin 1978, c'est un arrière droit qui évolué aux plusieurs équipes. Ce joueur a joué avec l'équipe nationale locale marocaine. Son club formateur est le Wydad AC.

## Biographie
Fellah est l’un des meilleurs latéraux du championnat national. Il débute avec les jeunes du Raja de Casablanca avant d’être transféré au club de la Jeunesse d'El Massira où il montre des possibilités remarquables. 
Lors de la saison 2000-2001, il rejoint le Maghreb de Fès avec lequel il connaît la gloire en participant notamment à deux finales de Coupe du Trône consécutives en 2001 et 2002, deux Coupes Arabes, et une Coupe d’Afrique. 
Sélectionné à plusieurs reprises avec les Lions de l’Atlas, il rejoint le Wydad de Casablanca pour la somme de 700.000 DH en 2004. Durant le mercato d'hiver 2008, il est transféré aux FAR de Rabat contre la somme de 1.300.000 DH.

## Distinctions
Mourad Fellah figure dans le Onze d’Or du GNF 1 en 2002.

## Carrière de joueur
- 1999 - 2000 : Jeunesse El Massira  Maroc
- 2000 - 2004 : Maghreb de Fès  Maroc
- 2004 - déc. 2007 : Wydad de Casablanca  Maroc
- jan. 2008 - 2012 : FAR de Rabat  Maroc
- 2012 - fév. 2013 : Wydad de Fès  Maroc[1]

## Carrière d'entraineur
- 2016-déc. 2016 : Youssoufia Berrechid  Maroc
- nov. 2017-déc. 2017 : Wydad de Casablanca  Maroc
- 2018-nov. 2019 : Raja de Beni Mellal  Maroc